# Kristine Lunde-Borgersen
Kristine Lunde-Borgersen (Kristiansand, 1980. március 30. –) olimpiai bajnok, többszörös világ- és Európa-bajnok norvég válogatott kézilabdázó, irányító.
Ikertestvére, Katrine Lunde olimpiai, világ- és Európa-bajnok kézilabdakapus, akivel 2010-ig mindig közös csapatban játszott.

## Pályafutása
Kristine Lunde pályafutásának elején 2004-ig Norvégiában játszott a középcsapatnak számító Våg Vipersnél. Egyszer sikerült nemzetközi kupát érő helyen végezniük, és a 2003–2004-es szezonban az EHF-kupában indulhattak, és egészen az elődöntőig jutottak, ahol a Győri Graboplast ETO ellen búcsúztak. Lunde volt csapatának egyik legjobb gólszerzője a szezonban, az EHF-kupában 39 találatig jutott. 2004-ben igazolt a dán Aalborg DH-hoz, amellyel első ott töltött szezonjában ezüstérmes lett a bajnokságban, így 2005-ben pályára léphetett a Bajnokok Ligájában. 2007-ben igazolt a Viborg HK-hoz, de új csapatában csak a szezon második felétől játszhatott, mivel az előző szezonját hátráltató vállsérülése miatt nyáron megműtötték. Három évet töltött Viborgban, mindhárom alkalommal megnyerte a dán bajnokságot, és kétszer a Bajnokok Ligáját is. A 2009-es BL-győzelemnél a döntőben a Győri Audi ETO KC ellen a hazai kétgólos vereséget követően a Veszprém Arénában háromgólos győzelemmel a maguk javára fordították a párharcot.
2010-ben aláírt az osztrák Hypo Niederösterreich csapatához, de Gunnar Prokop távozása miatt Lunde szerződése sem lépett érvénybe, és első együttesébe, a Vipershez igazolt, de várandóssága miatt pályára csak 2011-től lépett. A 2013–2014-es szezont második gyermeke születése miatt hagyta ki, végül 2015-ben jelentette be visszavonulását játékosként, onnantól a Vipers másodedzője lett. 2017-ben aztán mégis visszatért, miután a Bajnokok Ligájában is induló csapata nehéz helyzetbe került Marta Tomac sérülése miatt.
Lunde a válogatottban 181 mérkőzésen szerepelt, és 496 gólt szerzett. Éveken keresztül a norvég válogatott stabil tagja volt, nyert két olimpiát, egy világbajnokságot és három Európa-bajnokságot. A 2008-as Európa-bajnokságon Gro Hammerseng távollétében Lunde lett a csapat első számú irányítója, és élni is tudott a lehetőséggel, győzelemre vezette a csapatot, ráadásul a legjobb irányítónak és a torna legértékesebb játékosának is megválasztották.

## Sikerei
- Olimpia győztese: 2008, 2012
- Világbajnokság győztese: 2011
  - Ezüstérmes: 2001
  - Bronzérmes: 2009
- Európa-bajnokság győztese: 2004, 2006, 2008
  - Ezüstérmes: 2012
- Bajnokok Ligája győztes: 2009, 2010
- Dán bajnokság győztese: 2008, 2009, 2010